# Абу'л-Касим
Абу'л-Касим (*д/н–1752) — султан Дарфуру в 1739—1752 роках.

## Життєпис
Походив з династії Кейра. Другий син султана Ахмада Бакра. Після смерті батька у 1722 році разом з іншими братами почав інтригувати проти старшого — султана Мухаммада Даври. Після повалення того 1730 року власним сином Умаром Лайлом амбіції Абу'л-Касима зросли. він отаборився в Кордофані, звідки підбурював клани фору проти нового султану. Зрештою 1739 року вдалося перемогти та стратити Умара Лайла, після чого Абу'л-Касим став новим володарем.
Швидко зрозумів вірність політики попередників щодо обмеження шейхів кланів та впливу військовиків. Тому продовжив їх політику, проводячи репресії та конфіскації. Намагався тримати під контролем братів та небожів, відя ких чекав змови. У 1741-1742 роках на плато Марра заснував резиденцію-фортецю Хор-Тандалті. 
Водночас поновив загарбницькуполітику. Спочатку у битві біля Ріл завдав поразки Мусабату, правителю Кордофана, що визнав зверхність Дарфуру. Потім відновив владу над іншими залежними державами, що в 1730-х роках відновили самостійність.
1752 року виступив проти султанату Вадай. В цей час виявилася проти нього змова — більішсть війська залишило свого султана, повернувшись до Дарфуру, де оголосила новим володарем брата Абу'л-Касима — Мухаммада Тайраба. Абу'л-Касим спробував повернути трон, але після вступу в межі Дарфуру, швидко був переможений та страчений.